# Шуліка чорнокрилий
Шуліка чорнокрилий (Elanus scriptus) — хижий птах родини яструбових (Accipitridae). Ендемік Австралії.

## Поширення
Звичайним середовищем існування шуліки чорнокрилого є напівпосушливе, чагарникове або трав'яне відкрите середовище, що знаходиться в посушливій внутрішній зоні материка. Його ареал може поширюватися на південь з поширенням гризунів-шкідників. Вид був помічений навколо Брокен-Гілл, на крайньому заході Нового Південного Уельсу, а один мертвий птах був зареєстрований на вулиці в Інвереллі на півночі штату в 1965 році, а інший був виявлений там роком пізніше.

## Опис
Птах завдовжки 33–38 см, розмах крил 85–95 см і вагу приблизно 291 г. Дорослий птах має сіре оперення з білою головою та нижньою частиною. Передній край внутрішньої частини крила має характерний витягнутий чорний малюнок, який під час польоту птаха нагадує літеру «М» або «W». Коли сидить, така конструкція створює враження, що у птаха чорні плечі. Очі червоні, оточені чорними цятками. Ніздрі жовті, а дзьоб гачкуватої форми чорний. Ноги і ступні також жовті, причому на останніх два пальці спрямовані вперед, а один — назад. Самиця відрізняється інтенсивнішим сірим кольором верхівки.